# Crescenzago
Crescenzago – stacja metra w Mediolanie, na linii M2. Znajduje się pomiędzy via Rizzoli i via Palmanova, w Mediolanie i zlokalizowana jest pomiędzy stacjami Cascina Gobba, a Cimiano. Została otwarta w 1969.